# 박제현
박제현(1968년 ~ )은 대한민국의 영화 감독이다.

## 학력
- 계원예술고등학교
- 중앙대학교 연극영화과 학사

## 작품

### 영화

#### 연출
- 2000 은행나무 침대 2 : 단적비연수
- 2002 울랄라 씨스터즈
- 2004 내 남자의 로맨스
- 2008 유앤유
- 2014 조선미녀삼총사

#### 참여
- 1993 굿바이 서울 신파 - 조명, 편집
- 1999 쉬리 - 각색
- 2000 은행나무 침대 2 : 단적비연수 - 각본, 감독
- 2002 울랄라 씨스터즈 - 각본, 감독
- 2002 죽어도 좋아! - 기획
- 2004 내 남자의 로맨스 - 각색, 감독
- 2008 유앤유 - 감독
- 2014 조선미녀삼총사 - 각색, 감독

### 연극

#### 연출
- 시집 가는 날
- 우리읍내
- 페임